# Басински, Эдди
Эдвин Фрэнк Басински (англ. Edwin Frank Basinski; 4 ноября 1922, Буффало, Нью-Йорк — 8 января 2022, Гладстон, Орегон) — американский бейсболист, игрок второй базы и шортстоп. Выступал в Главной лиге бейсбола в составе клубов «Бруклин Доджерс» и «Питтсбург Пайрэтс». Провёл более десяти сезонов в различных командах Лиги Тихоокеанского побережья, член Зала славы лиги. Избран в Зал спортивной славы Орегона.

## Биография
Эдвин Басински родился 4 ноября 1922 года в Буффало. Один из семи детей в семье машиниста Уолтера Басински и его супруги Софи. В возрасте четырёх лет он переболел скарлатиной, после чего у него сильно ухудшилось зрение. Отец не разрешал ему играть в бейсбол, считая это напрасной тратой времени, в школьную команду Басински не попал из-за того, что плохо видел и был очень худым. Он играл с небольшой группой друзей на улице, одним из них был будущий член Зала славы бейсбола Уоррен Спан.
После окончания школы Басински поступил в университет Буффало. В нём не было бейсбольной команды, поэтому он играл в теннис и занимался лёгкой атлетикой, а бейсбольные навыки совершенствовал в свободное время. Во время учёбы он играл на скрипке в университетском оркестре. В 1943 году Басински получил диплом инженера в области машиностроения и устроился на работу в авиастроительную фирму Curtiss-Wright. В тот же период он попал в одну из городских полупрофессиональных бейсбольных команд. Во время одного из выставочных матчей игру Басински увидел скаут клуба «Бруклин Доджерс». Перед стартом сезона 1944 года он заключил контракт, получив бонус в размере 5 тысяч долларов.
В начале чемпионата тренерский штаб клуба оставил его в основном составе, чтобы оценить уровень игры новичка и понять в какую из фарм-команд его следует перевести. Однако 20 мая главный тренер «Доджерс» Лео Дюрошер выставил его в стартовом составе на позицию второго базового. Басински дебютировал в Главной лиге бейсбола, не имея никакого опыта выступлений за школьную или студенческую команду. В своём втором выходе на биту он отбил трипл, к 1 июня его показатель отбивания превышал 30,0 %. Но удержать набранный темп Басински не смог и по ходу сезона был отправлен в команду AA-лиги «Монреаль Роялс». В 1945 году он провёл за «Доджерс» 108 матчей, заменяя призванного в армию шортстопа Пи Ви Риза.
Сезон 1946 года Басински отыграл в составе «Сент-Пол Сэйнтс», где отбивал с показателем 25,2 %. В декабре «Доджерс» обменяли его в «Питтсбург Пайрэтс» на питчера Эла Герхаузера. В 1947 году он провёл в составе команды 56 игр с эффективностью 19,9 %. Это был последний сезон Басински в Главной лиге бейсбола. Зимой его обменяли в «Нью-Йорк Янкис», откуда он был переведён в команду Лиги Тихоокеанского побережья «Портленд Биверс». Через год «Янкис» хотели вернуть его обратно, но Басински отказался, о чём позднее вспоминал с сожалением.
В «Портленде» он провёл почти всю оставшуюся карьеру. В течение десяти лет Басински был основным вторым базовым команды и входил в число лучших защитников лиги. В 1950 году он полностью провёл все 202 игры регулярного чемпионата, рекордная в его карьере серия составила 557 матчей подряд. В том же 1950 году он был признан самым ценным игроком в составе «Биверс», в 1955 году его включили в сборную звёзд «Портленда» всех времён. «Биверс» неожиданно отчислили Басински в 1957 году, стремясь сократить расходы, после чего он подписал контракт с «Такомой Рейнирс». В команде он провёл два сезона, а карьеру завершил в 1959 году в составе «Ванкувер Маунтиз». Суммарно за всё время выступлений в Лиге Тихоокеанского побережья он выбил 1544 хита и 109 хоум-ранов, его показатель отбивания составил 26,0 %. В 2006 году Басински был включён в Зал славы лиги. Также он избран в Зал спортивной славы Орегона и Зал славы «Доджерс».
После окончания карьеры Басински с супругой и двумя сыновьями остался жить в Орегоне. Он работал менеджером в транспортной компании Consolidated Freightways. В 1991 году он вышел на пенсию.
Эдди Басински скончался 8 января 2022 года в Гладстоне в штате Орегон в возрасте 99 лет.